# Variabile irregolare lenta
Una variabile irregolare lenta è una stella variabile che manifesta una periodicità inesistente o fortemente irregolare nell'emissione luminosa variabile. La gran parte di esse è costituita da stelle di classe K, M, S o C. Sono suddivise dal General Catalogue of Variable Stars (GCVS) in tre tipologie: L, LB e LC. Le LB sono normalmente delle stelle giganti, mentre le LC sono supergiganti che manifestano un'escursione luminosa di circa 1 magnitudine.
Alcuni esempi:
- Tipo L: V0341 Carinae, OX Geminorum
- Tipo LB Aldebaran, Beta Pegasi, V0569 Puppis
- Tipo LC: Antares, Epsilon Pegasi, Beta Gruis